# Brännö
Brännö är en tätort i Göteborgs kommun och ö i Göteborgs södra skärgård. Den ingår i Styrsö socken i landskapet Västergötland och i primärområdet Södra skärgården i Göteborgs kommun. 

## Historia
Namnet Brännö förekommer flera gånger i de isländska sagorna, bland andra i Olav Tryggvasons saga (Brenneyia), Egil Skallagrimssons saga (Brenneyja) och i Laxdøla saga (Brenneyjar). 
Enligt vissa teorier tolkas det som att huvudpersonen i den anglosaxiskt nedtecknade elegin Beowulf ska ha haft en vän som hette Breca från Brännö.
I Kung Valdemars jordebok på 1200-talet skrevs namnet Brænnø, vidare Bränöö 1600 och Brännö 1777. Förleden Bränn- anses komma av ordet "bränning", alltså en brottsjö från havet.
Enligt Laxdalasagan skall flera förhandlingar om marknader hållits på ön. Brännö var en handelsplats under vikingatiden, som spelade en roll i nätverket för vikingarnas internationella slavhandel. 
De personer som tillfångatogs av vikingarna under deras räder i Västeuropa, som Irland, kunde säljas på slavhandeln i Dublin, varifrån de såldes vidare till slaveri i al-Andalus,  eller också transporteras till Haithabu eller till Brännö vid Göta älv, och därifrån över Östersjön vidare via Volgas handelsrutt till Ryssland, där slavarna såldes till muslimska köpmän i utbyte mot de silver dirham och siden som har återfunnits i Birka, Wollin och Dublin; under 700- och 800-talen gick slavhandeln mellan vikingarna och den muslimska världen främst via Khazarriket, men från cirka 900 och framåt gick den genom via Volgabulgariska riket, varifrån slavarna transporterades via Khwarizm till  Samanidernas slavmarknad i Bukhara i Centralasien och därifrån vidare till slaveri i Abbasidkalifatet i Mellanöstern.
Det var på Brännö slavmarknad som islänningen Hoskuld Dala-Kollsson enligt Laxdalasagan år 937 köpte den irländska trälen Melkorka från slavhandlaren Gilli från Rus.
I jordeboken för 1545 finns samtliga skattehemman för Göteborgs Södra Skärgård uppräknade med namn på ägarna till gårdarna och vad de erlade i skatt. Till skillnad från andra kringliggande öar kom dock i första hand jordbruket och inte fisket att dominera. Under 1600-talet ökade behovet av lotsar genom Göteborgs framväxt och Brännö vid en av infartslederna kom att bli en betydande lotsö med egen lotsutkik. Först i samband med att en byggnadsplan från 1952 antagits började även pensionat och sommarstugor att växa fram på ön. Det sista jordbruket på ön lades ned vid mitten av 1900-talet.
Orten och ön utgjorde ett municipalsamhälle från 1 december 1911 till 31 december 1922.

### Befolkningsutveckling
| Befolkningsutvecklingen i Brännö 1990–2020 | Befolkningsutvecklingen i Brännö 1990–2020 | Befolkningsutvecklingen i Brännö 1990–2020 | Befolkningsutvecklingen i Brännö 1990–2020 | Befolkningsutvecklingen i Brännö 1990–2020 |
| ------------------------------------------ | ------------------------------------------ | ------------------------------------------ | ------------------------------------------ | ------------------------------------------ |
|                                            |                                            |                                            |                                            |                                            |
| År                                         |                                            |                                            | Folkmängd                                  | Areal (ha)                                 |
| 1990                                       | 1990                                       |                                            | 417                                        | 75                                         |
| 1995                                       | 1995                                       |                                            | 525                                        | 77                                         |
| 2000                                       | 2000                                       |                                            | 627                                        | 79                                         |
| 2005                                       | 2005                                       |                                            | 698                                        | 81                                         |
| 2010                                       | 2010                                       |                                            | 708                                        | 87                                         |
| 2015                                       | 2015                                       |                                            | 918                                        | 193                                        |
| 2020                                       | 2020                                       |                                            | 929                                        | 193                                        |
| Anm.: Ny tätort 1990                       |                                            |                                            |                                            |                                            |

## Byggnader

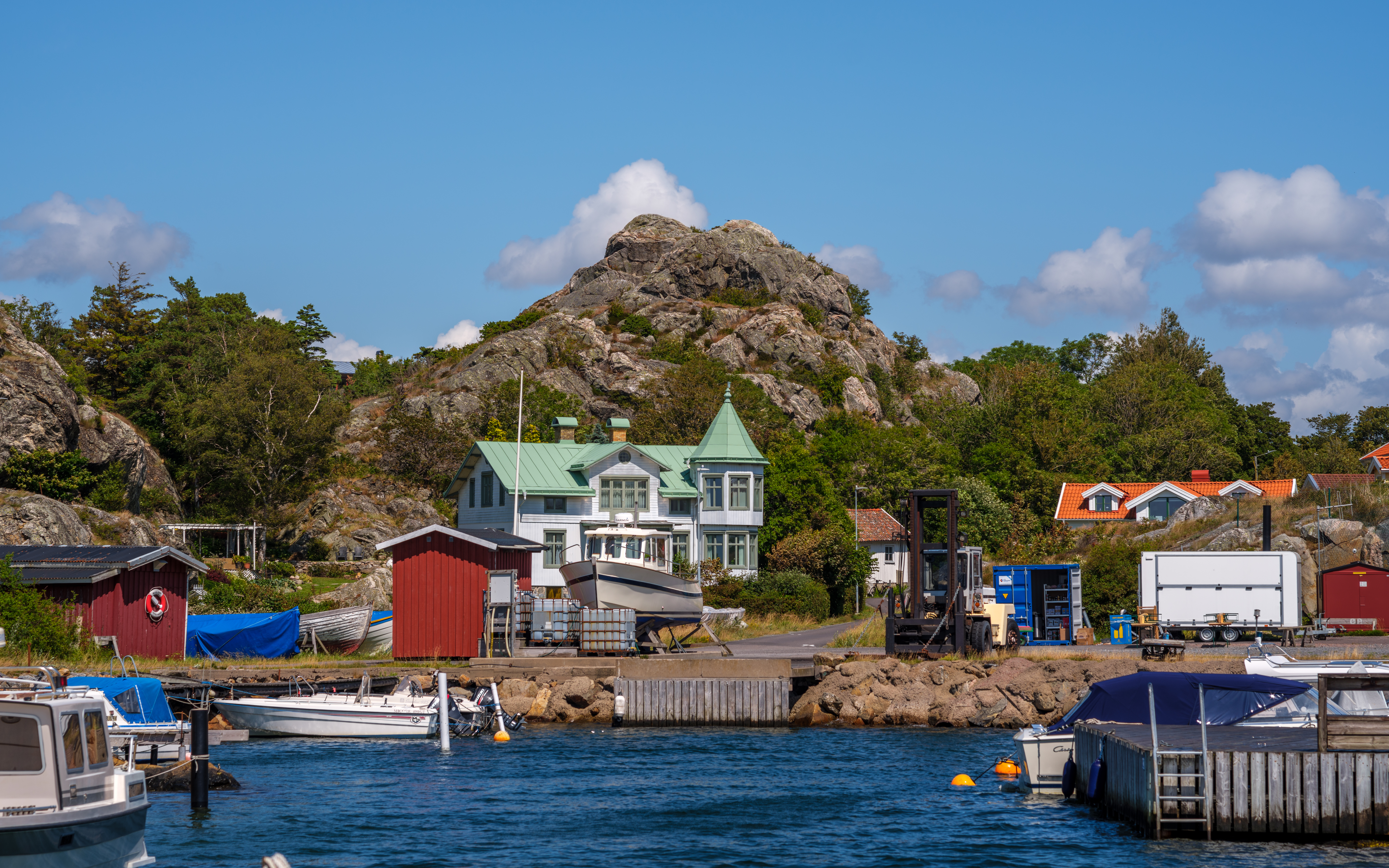
Äldre villa och bryggor vid Brännö brygga.

Hela södra skärgården är av riksintresse för kulturmiljövården enligt 3 kap MB. Bebyggelsen är varierad och speglar skärgårdssocknens historia och de olika öarnas utveckling. Typiskt för Brännö är ett äldre jordbrukslandskap med bitvis välbevarad bebyggelse med bykaraktär med flera bostadshus och ekonomibyggnader som lador byggda på 1700-talet samt 1800-talet. Kännetecknade för många av dessa bostadshus är att de är förhållandevis små och lågt byggda. 
Ett annat vackert arkitektoniskt inslag på ön är de så kallade "lotsvillorna" från sent 1800-tal, tidigt 1900-tal. I samband med lotsförordningarna 1862 och 1881 erhöll lotsarna nära nog fasta löner. Detta medförde att de hade möjlighet att bygga bättre och större bostäder. Även tullare hörde till skaran som kunde bygga dessa "villor" på ön, som för övrigt var en nymodighet i slutet av 1800-talet.  
Husen beställdes från fastlandet, och fraktades ut till Brännö, bland annat från Risveden i Skepplandatrakten. 
Ett större antal av dessa "lotsvillor" byggdes vid Husviksvägen mellan den gamla bygatan och Husviks brygga. I norra delen av den gamla byn, belägen invid Faggeliden, finns tre hus som uppfördes av tulltjänstemän kring förra sekelskiftet.  
På Brännös högsta punkt, 47 meter över havet, ligger en lotsutkik.  Detta är en enkel stuga där lotsar som bemannade den så kallade "frivakten" (vanligtvis tjänstgjorde brännölotsarna på Vinga) uppehöll sig. Byggnaden anlades 1918, men brann ned 1960 och återuppbyggdes senare. 
På samma plats fanns tidigare en batteriplats tillhörande Försvarsmakten, varifrån Göteborgs skärgårds fasta kustartilleri leddes och koordinerades. Denna var belägen till största del i bergrum och bunkrar. Detta system med ett fast kustartilleri i skärgården, gjorde öarna till skyddsområde, förbjudet för utlänningar att beträda, fram till 1990-talet.
Mitt på ön ligger också Brännö kyrka, byggd 1954, och på norra delen av ön finns en kyrkogård.

## Kommunikationer
Det går två färjelinjer till Brännö, båda utgår från Saltholmens färjeläge. Den snabbare färjelinjen går till Brännö Rödsten via Asperö och den längre turen går till Brännö Husviks brygga. Brännö har ingen gästhamn, men det finns möjligheter att anlöpa Brännö Varv för besökare som kommer med egen båt.

## Kultur

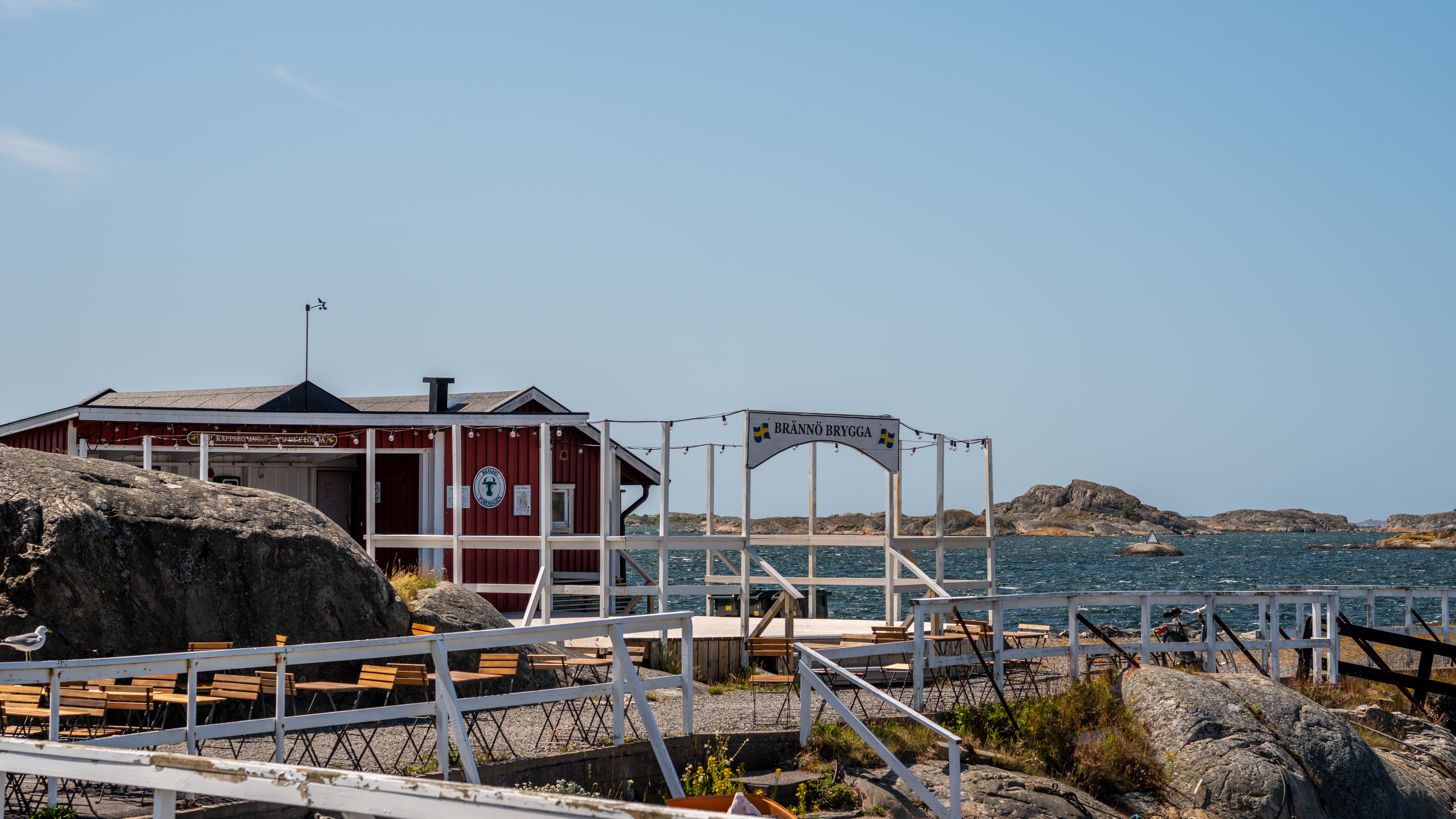
"Brännö brygga" 2012.

1970-talets "gröna våg" blev starten på öns demografiska förändring med inflyttning av inte minst personer verksamma inom kulturnäringen, ön har fortfarande ett rikt kulturliv. Brännö värdshus samt Brännö varv arrangerar varje år ett flertal konserter och uppträdanden.  
På dansbanan vid Brännö Husviks brygga på södra sidan av ön anordnas dans på lördagkvällarna under sommaren. Bryggan är känd från Lasse Dahlquists klassiska vals "De' ä' dans på Brännö brygga" från 1941. Lasse Dahlquist bodde aldrig på ön, men var som barn ofta på besök hos sin morfar, mästerlotsen Rudolf. Dahlquists morfars hus, Langegården, finns bevarat på ön. Flera av Lasse Dahlquists visor har innehåll som anknyter till ön. Här märks utöver ovannämnda melodi till exempel "Morfar har berättat". Håkan Hellström har anknytning till ön och på albumet Ett Kolikbarns Bekännelser finns låten Brännö Serenad.
Brännö Lagård är ett museum som ligger mitt på ön i en gammal ladugård. Där visas utställningar om livet på Brännö genom tiderna, om lotsar, tullare båtsmän och kvinnornas liv. Och den sen 1800-talet växande gruppen sommargäster på Brännö.
Anslutet till Brännö med en gångbro ligger Galterö som är en egen ö och naturreservat. På Galterö finns även militär verksamhet, bl a genomförs skjutövningar.
Göteborgs Sjöscoutkår har sedan 1945 en kårstation i Ersdalen som ligger på Brännös nordvästra sida.

## Bilder

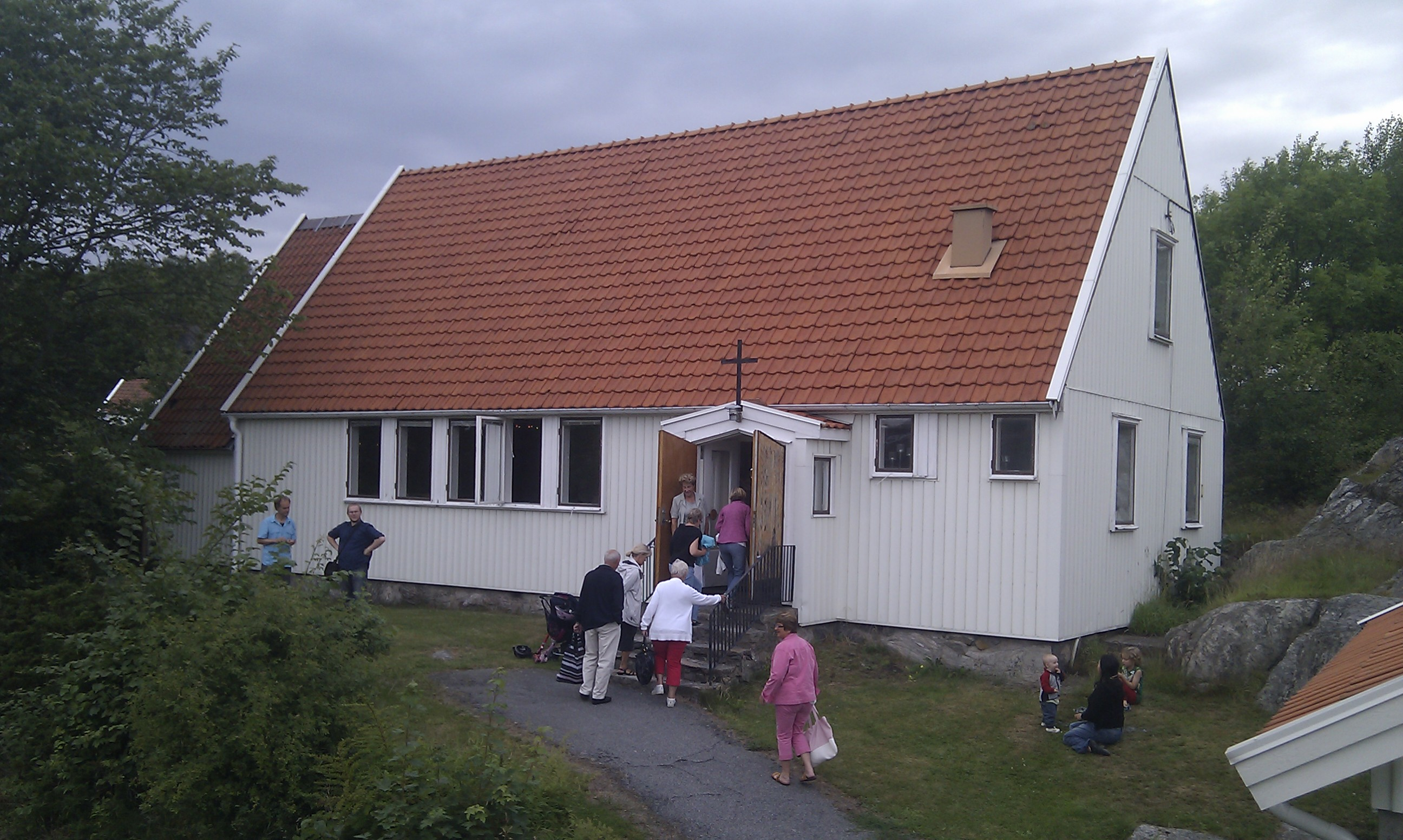
Brännö kyrka
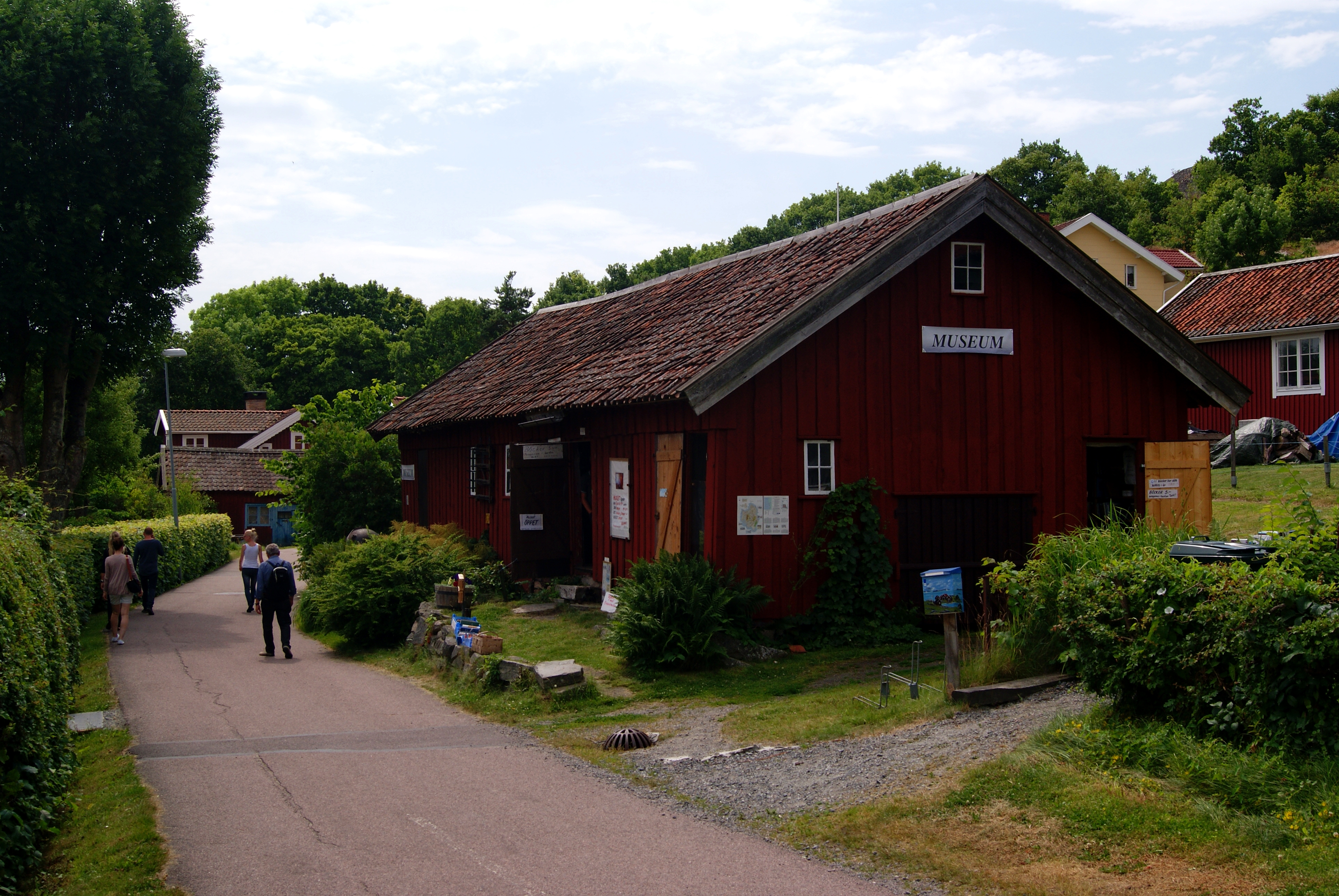
Brännö museum
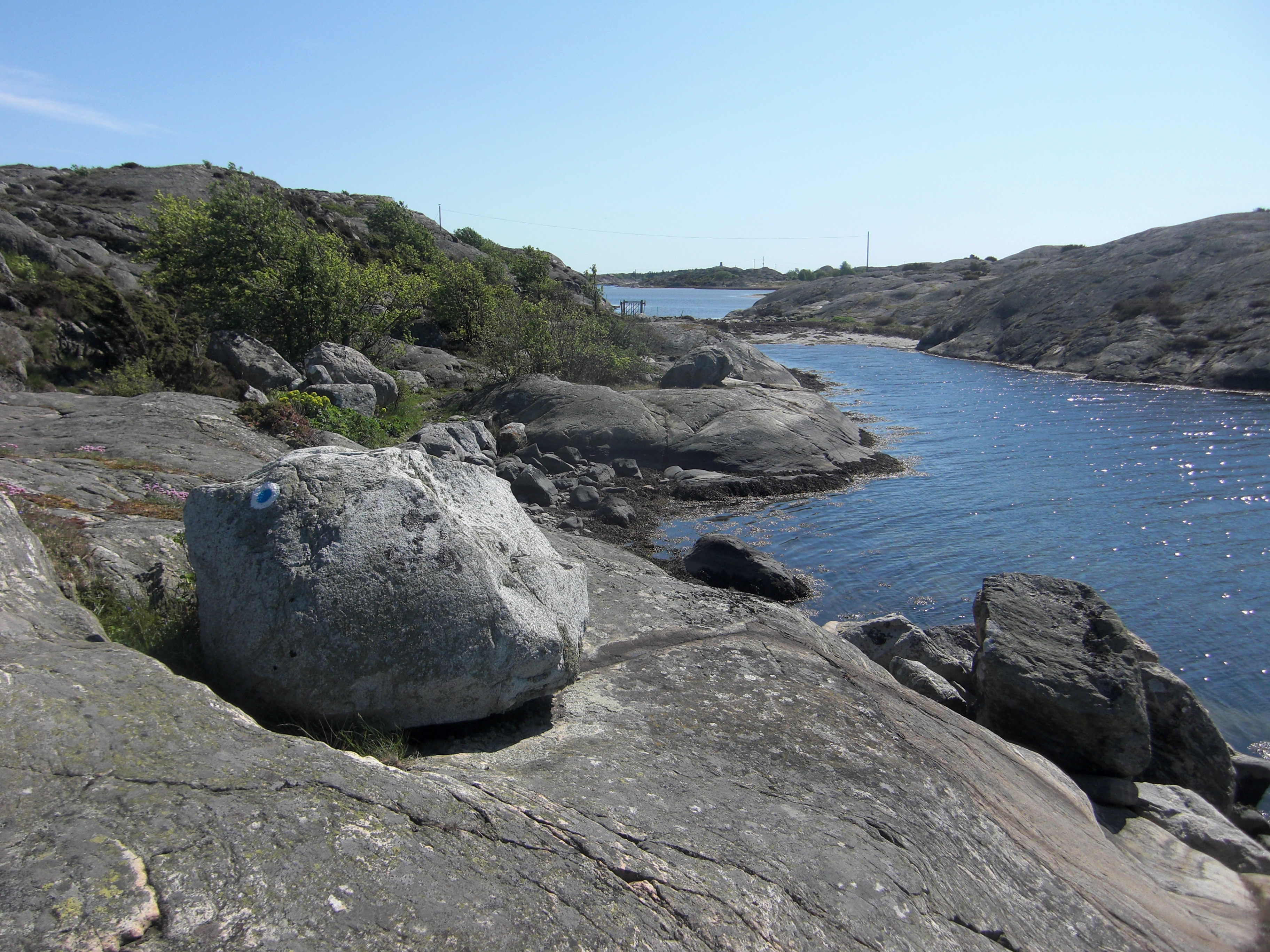
Brännö Galterö Sundholmen